# Urtasella
Urtasella es un género de foraminífero bentónico invalidado por ser considerado nombre superfluo de Lipinella de la subfamilia Biseriammininae, de la familia Biseriamminidae, de la superfamilia Palaeotextularioidea, del suborden Fusulinina y del orden Fusulinida. Su especie tipo era Lipinella notata. Su rango cronoestratigráfico abarcaba el Viseense inferior (Carbonífero inferior).

## Discusión
Clasificaciones más recientes incluirían Urtasella en la superfamilia Biseriamminoidea, del suborden Endothyrina, del orden Endothyrida, de la subclase Fusulinana y de la clase Fusulinata.

## Clasificación
Urtasella incluía a la siguiente especie:
- Urtasella notata †